# Église Saint-Médard d'Any-Martin-Rieux
L'église Saint-Médard est une église située à Any-Martin-Rieux, en France.

## Localisation
L'église est située sur la commune d'Any-Martin-Rieux, dans le département de l'Aisne.